# Nissan Micra
El Nissan Micra o March és un automòbil del segment B produït pel fabricant japonès Nissan des de l'any 1982. És un cinc places amb tracció davantera i motor davanter transversal de quatre cilindres en línia. És un dels primers automòbils menuts a incorporar transmissió variable contínua com opcional.
Les tres generacions van existir amb carrosseries hatchback de tres i cinc portes. La primera generació va existir també amb carrosseria familiar de cinc portes, i la segona i la tercera generació amb variants descapotable de dues portes.

## Primera generació (1982-1992)

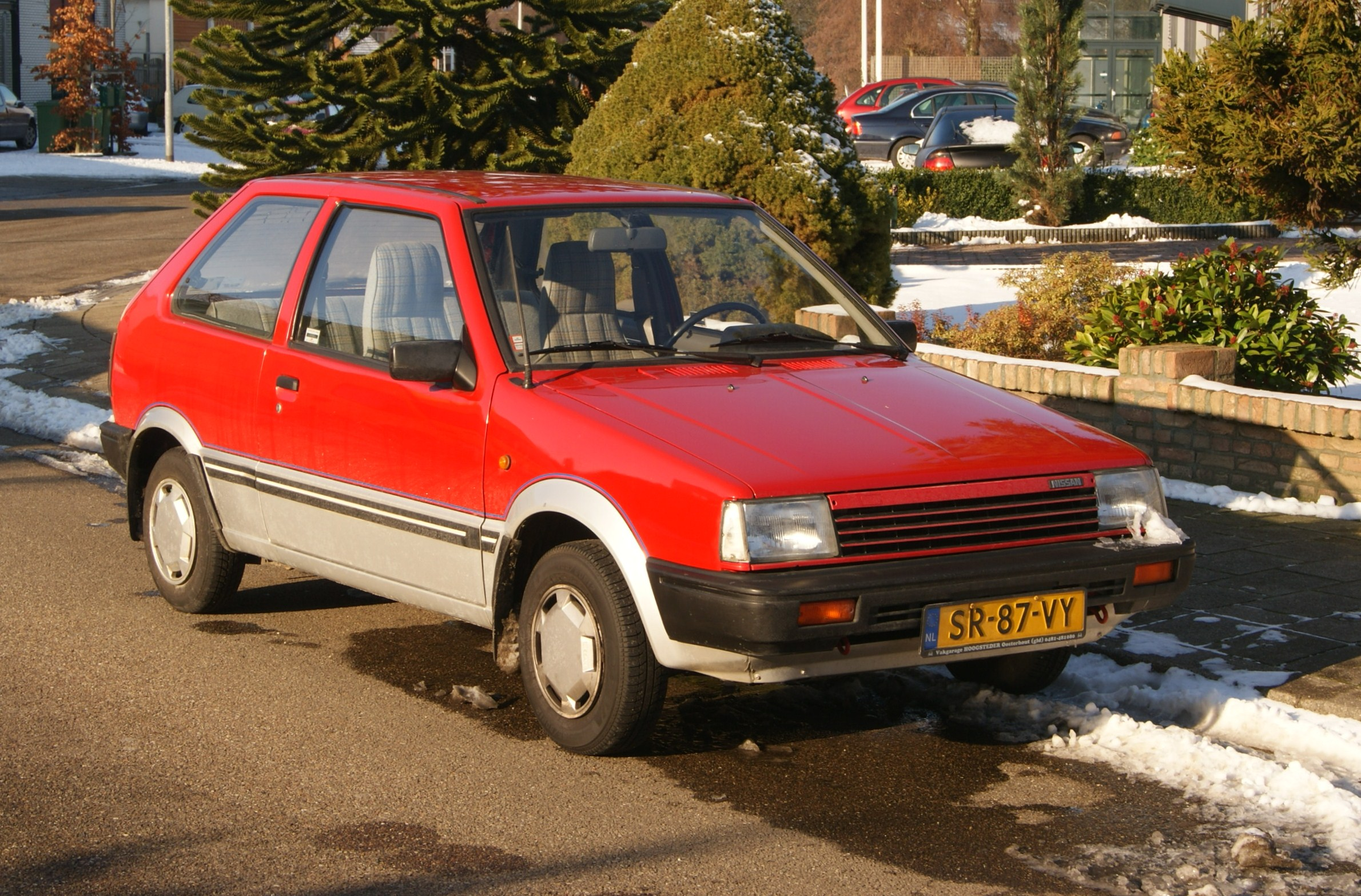
Nissan Micra de primera generació

La primera generació va ser desenvolupada per a enfrontar a l'Honda City. Fou llançada al mercat a l'octubre de 1982 i reestilitzada en els anys 1985 i 1989. Les seues motors gasolina són un 1.0 litres de 50 ó 55 CV de potència màxima, un 1.2 litres de 55 o 60 CV, un 1.0 litres amb turbocompressor i 75 CV, i un 0.9 litres amb turbocompressor, quatre vàlvules per cilindre i 90 CV.

## Segona generació (1992-2002)

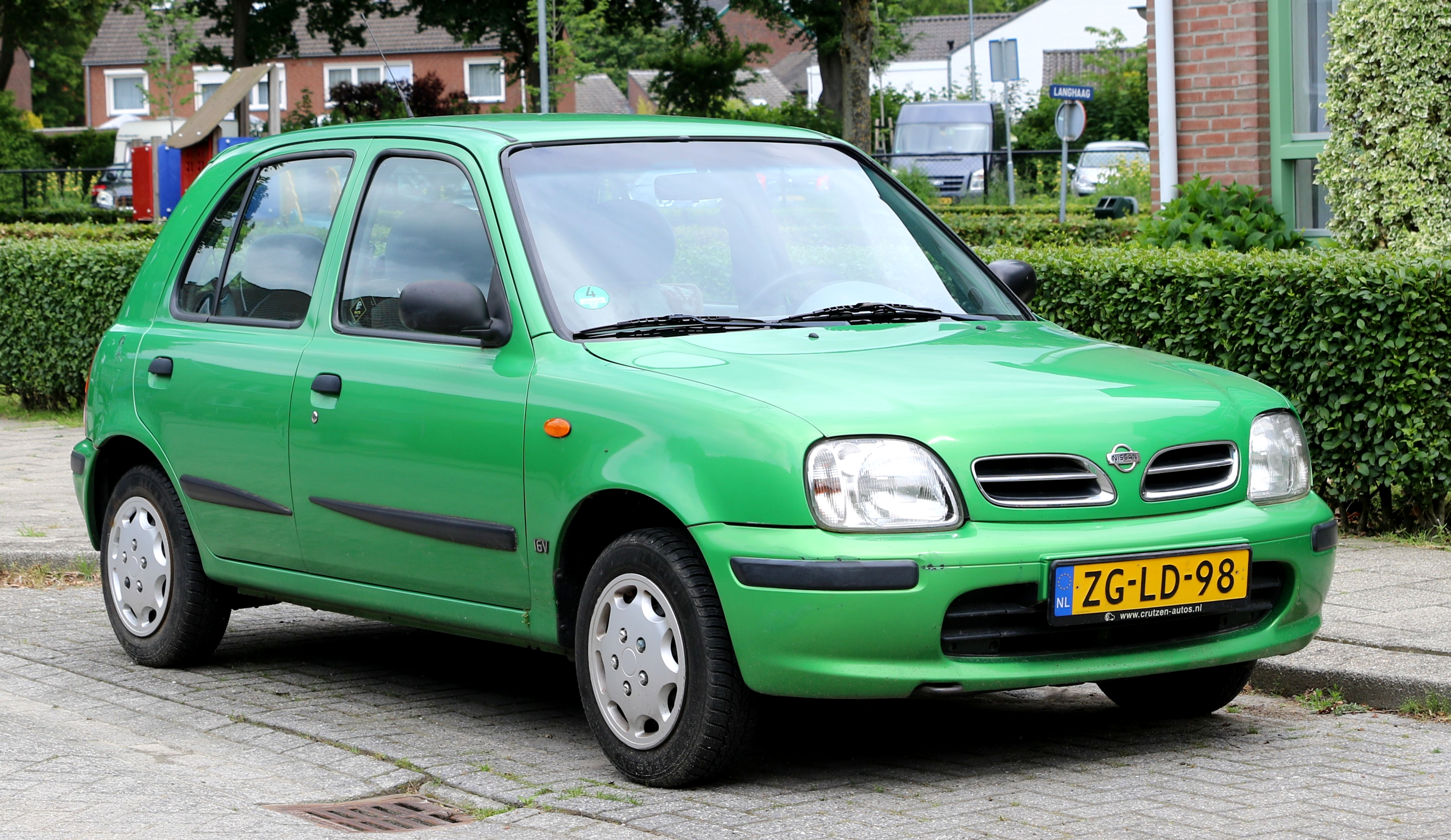
Nissan Micra de segona generació

La segona generació, posada a la venda en 1992, va ser premiada com Cotxe de l'Any a Europa de 1993 (el primer japonès a rebre eixa distinció), i també Cotxe de l'Any al Japó. Les seues motors gasolina són un 1.0 litres de 55 o 60 CV, un 1.3 litres de 75 CV i un 1.4 litres de 80 CV, tots ells de quatre vàlvules per cilindre, i el Diesel és un 1.5 litres atmosfèric de 57 CV fabricat pel Grup PSA.
Aquesta generació també va ser comercialitzada al Japó amb el nom de "Muji Car 1000" per l'empresa japonesa Muji, però seguint al seu disseny la filossofia de la marca.

## Tercera generació (2002-present)

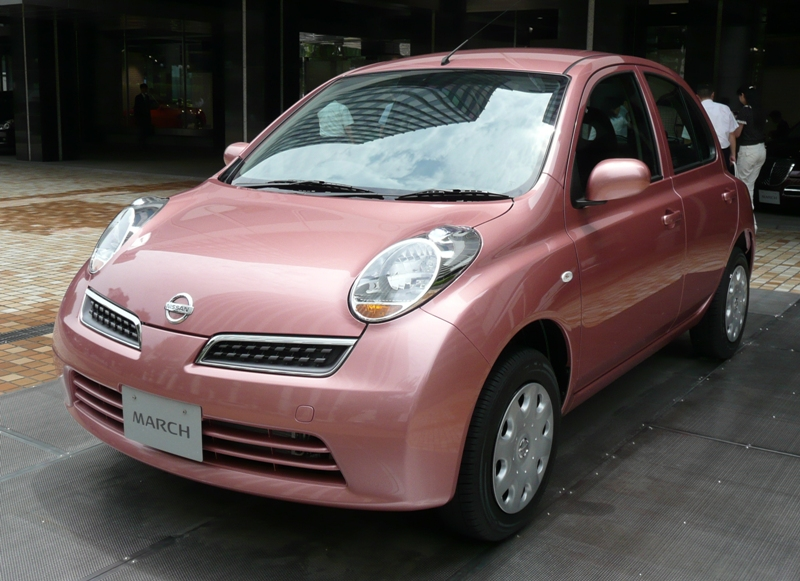
Nissan Micra de tercera generació

La tercera generació està a la venda des de fins de l'any 2002. La seua longitud és molt menor a la d'altres models recents de la seua categoria, i és més proper al Suzuki Swift, al Toyota Yaris i a models del segment A com el Citroën C2 i l'Opel Agila.
Els motors gasolina són un 1.2 litres de 65 ó 80 CV, un 1.4 litres de 90 CV i un 1.6 litres de 110 CV, tots ells de quatre vàlvules per cilindre, i el Diesel és un 1.5 litres d'origen Renault amb injecció directa common-rail, turbocompressor i dos vàlvules per cilindre, en variants sense intercooler de 68 CV, i amb intercooler de 86 CV.